# Цикл Баала

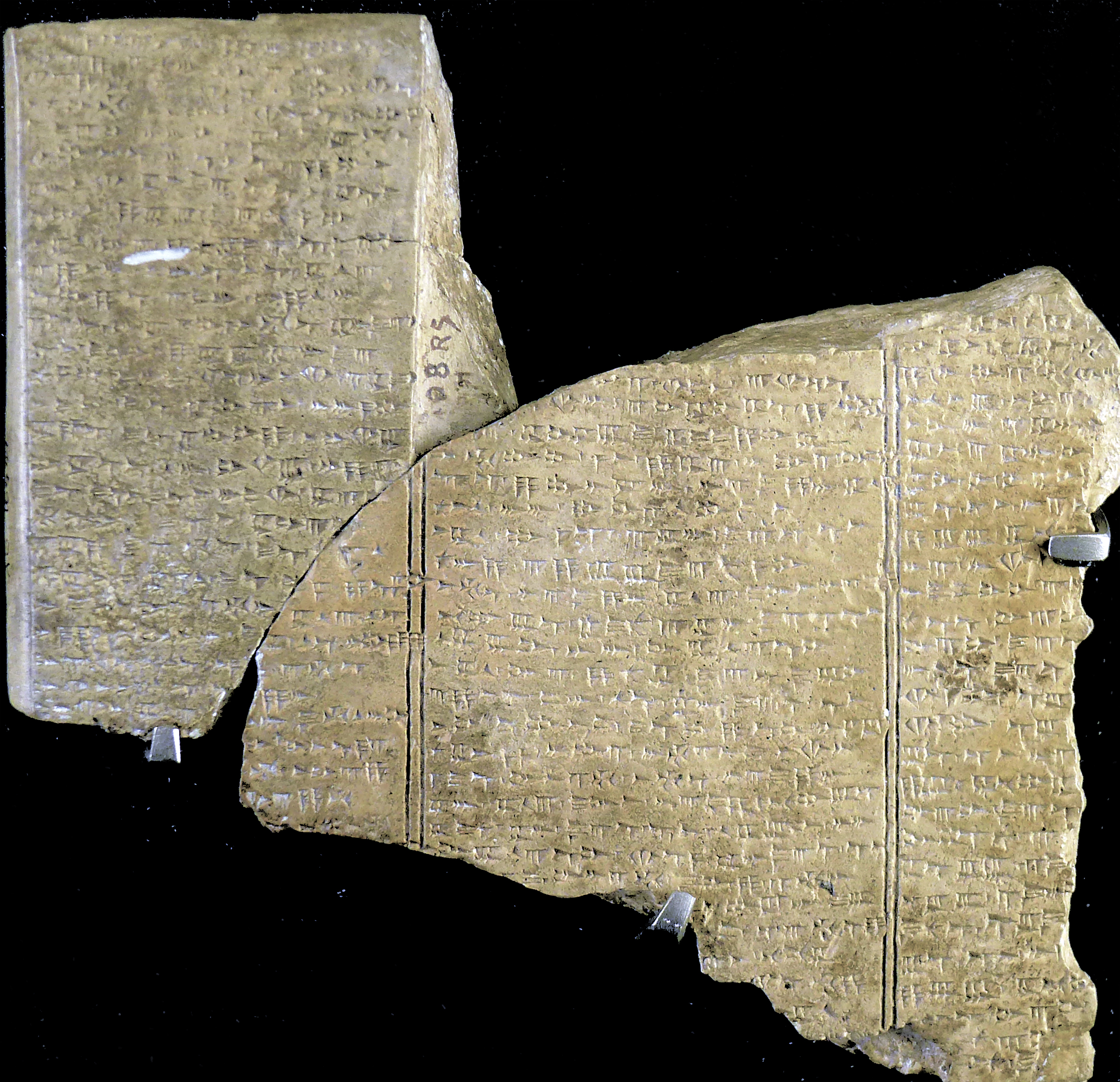
Глиняная табличка Цикла Баала (Louvre, Inv. Nr. AO16641+16642)

Цикл Баала (цикл о Баале) — угаритский письменный цикл историй о ханаанском боге Баале («хозяин», «господин»), боге бури, связанном с плодородием. 
Цикл Баала — один из текстов Угарита, датированный периодом около 1500—1300 годов до н. э.
Истории включают «Миф о Баале Алиане» и «Смерть Баала».
Текст идентифицирует Баала как бога Хадада, северо-западную семитскую форму Адада. Рассказы написаны на угаритском, северо-западном семитском языке, клинописным консонантным алфавитом. 
Цикл известен по серии глиняных табличек, найденных в 1920-х годах в Телле Угарита (ныне расположенного на средиземноморском побережье северной Сирии, современная Рас-Шамра), в нескольких километрах к северу от современного города Латакия и далеко от современной береговой линии.

## Содержание
Серия рассказов Цикла Баала резюмируется следующим образом:
- Ям хочет править другими богами и быть самым могущественным из всех
- Баал-Хадад противостоит Яму и убивает его
- Баал-Хадад с помощью Аната и Атирата уговаривает Эля позволить ему дворец.
- Баал-Хадад поручает Котар-ва-Хасис построить ему дворец.
- Царь богов и правитель мира стремится подчинить себе Мота
- Мот убивает Баала-Хадада
- Анат жестоко убивает Мота, измельчает его и развеивает прах.
- Баал-Хадад возвращается на гору Цефон
- Мот, оправившись от того, что его раздавили и рассеяли, бросает вызов Баалу-Хададу.
- Баал-Хадад отказывается; Мот подчиняется
- Баал-Хадад снова правит

## Баал и Ям
Начало истории о битве между Баалом и Ямом утеряно, но сохранившаяся часть повествования начинается с того, что Котар-ва-Хасис, ремесленник богов, призван к Элю, обитающему в месте слияния рек и двух океанов. Эль говорит ему построить дворец для Яма и сделать это быстро, иначе Ям предпримет враждебные действия. Когда Аттар слышит об этом, он/она берёт факел. Его/её цель неизвестна из-за повреждения текста, но он/она сталкивается с Шапашем, который говорит ему/ей, что Эль должен даровать королевскую власть Яму. Затем Аттар жалуется, что у него/неё нет ни места, ни двора, и что теперь он/она боится поражения от рук Яма. Шапаш предполагает, что причина в том, что у него нет жены, возможно, имея в виду, что он слишком молод.
Следующий текст утерян, повествование возобновляется с Эля, сидящего в банкетном зале. К нему обращаются другие божества, которые жалуются, что Яма посрамляют, но повреждённый текст делает причину этого неясной, хотя очевидно, что она связана с его дворцом. Боги угрожают, что, если эта ситуация не разрешится, они посеют разрушения. Эль даёт им простоквашу, по-видимому, в знак уважения. Эль говорит, что имя его сына до сих пор было Яв. Затем Эль объявляет, что его имя должно быть «любимый Элем». Однако он сообщает Яму, что ему придётся свергнуть своего соперника Баала с его трона и места его владений. После этого происходит банкет.
Когда история возобновляется, Котар-ва-Хасис прибывает под воду и говорит Яму, что тот самонадеянно поднялся до своего положения и что Баал не может оставаться в стороне. Он угрожает, что Ям будет уничтожен магическим оружием. Затем Ям обращается к Элю на горе Лел, обители Эля, требуя сдачи Баала и его приспешников. Однако Баал, услышав это на горе Лел, нападает на посланников, хотя Анат и Аттарт сдерживают его.
Когда история возобновляется, Баал уже начал сражаться с Ямом, но находится в отчаянии из-за силы Яма и свирепых морских существ. Котар-ва-Хасис уверяет Баала, что он победит и завоюет мир, и приносит две божественные дубинки для Баала. Он даёт им волшебные имена и первые два раза сам бьёт Яма. Затем Баал вытаскивает Яма и добивает его. После этого Аттарт велит Баалу рассеять своего соперника, что он и делает, а затем кричит, что Ям мёртв и что он будет царём.

## Дворец Баала
Далее следует описание дворца Баала. Он начинается с описания пира, устроенного в честь Баала на горе Цефон (современный Джебель-Акра). Когда текст возобновляется, описывается, как Анат закрывает дверь своего особняка и встречает своих слуг в долине, где есть два города, которые, возможно, представляют собой Угарит и его порт. Она убивает стражников и воинов, а затем прогоняет горожан. Затем она убивает стражников и воинов в своём дворце, заканчивая мирным подношением. Когда текст снова возобновляется, Баал обращается к своим посланникам, изображая свою сестру Анат, сидящую со своей лирой и поющую о своей привязанности к нему и его дочерям. Посланникам велят совершить обряд. Анат передаёт им важное сообщение для Баала, а именно, секрет молнии. Вместе Анат и Баал идут искать его на холме Зефон. Она отвечает, что совершит обряд только в том случае, если Баал пустит в небо свою молнию и та сверкнёт. Затем она присоединяется к Баалу.
Когда текст возобновляется, Баал жалуется Анат, что у него нет ни дома, ни двора, как у других богов, а это означает, что он должен жить в жилище своего отца Эля и Атират. Анат угрожает Элю, что его седые волосы зальются кровью, если он не позволит Баалу иметь свой дворец. Землетрясения у её ног заставляют Эля выйти из своей комнаты. Хотя последующий текст утерян, ясно, что эта попытка не увенчалась успехом, поэтому Баал отправляет Кодеш-ва-Амрура, слугу Атират, передать сообщение Котар-ва-Хасису, чей дом находится в Египте. Когда текст продолжается, Кодеш-ва-Амрур передает сообщение Баала, в котором говорится, что Котар-ва-Хасис должен сделать подарок для Атират, предположительно, чтобы она поддержала заявку Баала на дворец. Котар-ва-Хасис входит в свою кузницу и производит великолепные предметы мебели, пару сандалий, украшенный стол и миску.
Когда текст продолжается, Атират выполняет свою женскую работу на берегу моря, и затем видит приближающихся Баала и Анат. Она задаётся вопросом, пришёл ли он убить всех её сыновей и родственников (возможно, это отсылка к хеттскому мифу об Элькунирсе, где бог бури хвастается тем, что убил многих сыновей Атират). Однако её гнев утихает, когда она видит дары, и поэтому поддерживает Баала в его стремлении, и она призывает Кодеш-ва-Амрура забросить сеть в море, чтобы у неё была еда, которой можно накормить гостей. Он так и делает, и когда текст продолжается, Анат подбадривает Баала. Они приближаются к Атират, напоминая, что у неё будет вечное царство. Однако Баал всё ещё беспокоится. Они убеждают Атират в своем деле.
Она идёт к жилищу Эль и излагает свои доводы. Неохотно он даёт своё согласие на строительство дворца для Баала. Затем Баалу поручают собрать кедровую древесину, кирпичи и драгоценные металлы, чтобы построить ему дом. Котар-ва-Хасис строит ему дворец, но Баал настаивает на том, чтобы он был построен без окон на случай, если его дочери захотят сбежать, или Ям может прийти снова и побеспокоить его. Работа завершена, и Баал радуется. Когда текст возобновляется, Баал вспоминает свою победу над Ямом, а затем выходит, захватывая множество городов. Затем он соглашается иметь окна в свой дворец и делает это, выбивая их громом. Сидя в своем дворце, он спрашивает себя, будет ли кто-нибудь сопротивляться его власти, и говорит, что в этом случае он пошлёт к Моту, богу смерти, чтобы тот разобрался с ними. Он посылает к Моту двух гонцов с приглашением на пир и признанием его владычества. В концовке, которая утеряна, Мот отвечает.

## Баал и Мот
Заключительная часть цикла Баала связана с битвой Баала против Мота, олицетворения Смерти. Продолжается предыдущий рассказ, Мот завершает свой ответ Баалу. Он отвечает, что он, как лев в пустыне, постоянно жаждет человеческой плоти и крови. Пригласив Мота на трапезу из хлеба и вина, Мот обижается и угрожает заставить небеса увянуть и рухнуть, разбив Баала на куски. Затем Мот съест его по частям. Когда текст продолжается, Баал или говорящий от его имени признает свой страх и ужас перед Мотом. Затем говорящий говорит Гупану и Угару вернуться к Моту и сказать ему, что Баал будет навеки его рабом. Мот радуется. Когда текст продолжается, Баал жалуется Элю, что его владения находятся под угрозой перехода к Моту. Затем он отправляет гонцов к Шегеру и Итму, отвечающим за крупный рогатый скот и овец, и просит их предоставить животных для пира, на который он пригласит Мота. Когда тексты продолжаются, к божественному собранию прибывает посланник от Мота, спрашивающий, где Баал. Они оба подходят к дому Эля, где Эль спрашивает, что случилось. Когда текст продолжается, говорящий (вероятно, богиня солнца Шапаш) обращается к Баалу. Она советует ему найти замену своему образу, которую найдёт и убьёт Мот. Затем она обещает похоронить его тело и советует ему пойти к двум горам, которые обозначают вход в подземный мир, и отодвинуть их в сторону. Затем он должен спуститься в землю и спрятаться. Он находит в поле корову, а с ней человеческого ребёнка, которого одевает в свои одежды и предлагает в подарок Моту.
Когда текст продолжается, два божества, предположительно Гупан и Угар, прибывают в обитель Эля и объявляют ему, что искали Баала, но нашли его мертвым на берегу реки мёртвых. Затем Эль спускается со своего трона и садится на землю. Он, скорбя, посыпая голову прахом, одевает одежду из мешковины, сбривает бороду и бьёт себя в грудь от горя. Анат тоже надевает мешковину, когда находит фальшивое мёртвое тело. Шапаш помогает Анат похоронить Баала на горе Зефон, и Анат забивает большое количество волов, овец, коз и ослов в память. Анат возвращается к Элю и говорит Атират и её семье (многие члены которой были на стороне Мота), что они могут радоваться, так как Баал мёртв. Эль спрашивает Атират, кого он может назначить на место Баала, и она предлагает Аттара. Аттар садится на трон Баала, но он недостаточно высок, что подтверждает подозрения Эля в том, что Аттар слишком слаб для этой должности.
Когда текст продолжается, Анат ищет в преисподней тень своего брата. Она требует, чтобы Мот вернул его ей. Однако Мот отвечает, что искал его по земле, где нашёл у входа в свои владения, а потом просто съел. Анат продолжает свои поиски, пока не теряет терпение и хватает Мота. Она атакует его мечом, трясёт, сжигает, раздавливает, а затем бросает останки Мота птицам. Когда текст продолжается, Анат возвращается к Элю и объявляет, что Мот мёртв. Затем Эль видит сон, в котором Баал жив. Вскоре после этого Баал возвращается. Однако вскоре Мот возвращается к жизни и жалуется Баалу на обращение с ним. Он требует, чтобы Баал выдал одного из братьев Мота. Когда Мот вернулся, Баал отправляет гонцов, говорящих Моту, что Баал изгонит его и то, что если он проголодается, он может съесть слуг Баала. Однако Моту это не нравится, и поэтому два бога сражаются с ним на горе Зефон до изнеможения. Прибывает Шапаш и предупреждает Мота, что сражаться с Баалом бесполезно и что Эль теперь на стороне Баала и свергнул трон Мота. Мот боится и поэтому признаёт Баала царём.

## Интерпретации
Сюжет о смерти Баала и правления Мота считаются сезонным мифом, обозначающим Баала как бога растительности, чья смерть и возрождение являются причиной летней засухи и осенних дождей в Леванте. 
Однако, Урф Ольденбург возражает против этого — по его мнению, миф описывает «особую катастрофу засухи и бесплодия, когда дождь идёт не в своё время».

## Наследие
Некоторые[кто?] утверждали, что состязание между Баалом и Ямом является прототипом видения, описанного в 7-й главе библейской книги Даниила (Дан. 7).